# Tomishige Rihei
Tomishige Rihei est un nom japonais traditionnel ; le nom de famille (ou le nom d'école), Tomishige, précède donc le prénom (ou le nom d'artiste).
Tomishige Rihei (富重 利平), né le 19 mai 1837, décédé le 7 février 1922, est un photographe japonais du XIXe siècle et du début du XXe siècle. Pionnier de la photographie au collodion humide au Japon, il est reconnu pour ses paysages de grand format en impression à l'albumine. Tomishige est particulièrement renommé au Kyūshū.

## Biographie
En 1854, Tomishige quitte sa ville natale de Yanagawa pour Nagasaki où il commence sa carrière en tant que commerçant. Lorsque cette carrière s'avère infructueuse, il devient en 1862 l'apprenti de Kameya Tokujirō, un photographe local. Plus tard cette même année, Kameya quitte Nagasaki pour ouvrir un studio photographique à Kyoto et Tomishige poursuit ses études photographiques auprès d'Ueno Hikoma. Entre les deux se développe une amitié à vie. En 1866 Tomishige retourne à Yanagawa, où il ouvre son propre studio de photographie, mais l'entreprise n'est pas un succès et en 1868-1869 il travaille de nouveau comme apprenti chez Kameya à Nagasaki.
En 1870 Tomishige décide de s'installer à Tokyo, mais il finit à Kumamoto où il ouvre un studio, probablement le premier dans la ville. La garnison locale lui commande des photographies du château de Kumamoto. Les photographies de cette commission ont depuis acquis une importance particulière depuis que le château a été détruit en 1877 au cours de la rébellion de Satsuma et les images de Tomishige sont parmi les rares montrant le bâtiment avant sa destruction. L'atelier de Tomishige est détruit par la même occasion, mais reconstruit l'année suivante. Remarquablement, le studio continue à ce jour d'être exploité par ses descendants. Pour marquer les 130 ans de son existence en 1993, le studio a collaboré à une exposition au musée préfectoral d'art de Kumamoto ( Kumamoto Kenritsu Bijutsukan) et à l'édition du catalogue qui l'accompagne, Tomishige shashinjo no 130-nen.
Tomishige est le photographe professionnel le plus populaire à Kumamoto et de nombreux soldats et généraux viennent chez lui pour se faire tirer le portrait. Le vicomte Tani Tateki et son état-major de l'armée lors de la rébellion de Satsuma y sont pris en photo peu après la fin de la guerre. Le comte Nogi Maresuke demande à Tomishige de le suivre pendant trois jours pour photographier les séquelles de la rébellion et Nogi paye les photos. Il prend des photographies du romancier Natsume Sōseki, d'Hannah Riddell (qui construit la première léproserie de Kumamoto), de Nogi Maresuke (un des plus célèbres généraux du Japon), du prince Kitashirakawa Yoshihisa (qui apprend la technique de la photographie auprès de Tomishige), du vicomte Kawakami Sōroku, de Kodama Gentarō et de l'écrivain Lafcadio Hearn.
Tomishige envoie des photos du Japon à divers concours internationaux, dont une exposition internationale de la santé qui se tient à Dresde en 1911 (il utilise le nom de son fils à cette occasion). Ses œuvres sont exposées dans le pavillon japonais.
Le studio photographique de Tomishige est toujours actif aujourd'hui et géré par son arrière-arrière petit-fils Rihei depuis 2010, le 4e directeur du studio.